# مايكل عادل
مايكل عادل شاعر مصري وُلد بمحافظة الجيزة في 26 أغسطس عام 1987 لعائلة تعود جذورها إلى صعيد مصر، وتخرج في كلية طب العلاج الطبيعي بجامعة القاهرة عام 2009، وتميز في كتابة الشعر بالعامية المصرية والشعر الغنائي فكان واحدا من مؤسسي فريق ميم تكعيب لإلقاء الشعر والموسيقى، وواحداً من مؤسسي نشاط إستيجماتيزم للرسم والشعر المقفى البسيط.

## مسيرته المهنية
كتب مايكل عادل كلمات الأغنيات لعدد من المطربين المصريين والعرب من بينهم على الحجار، ومحمد محسن، ودينا الوديدي، ولارا عليان، وقدم عدة حفلات شعرية تميزت بالجمع ما بين الموسيقى والشعر في القاهرة وعدد من المدن العربية الأخرى ومنها عمان وبيروت، كما مثل شعراء مصر في فعاليات مهرجان الربيع في بيروت والقاهرة.

## مؤلفاته
ألف مايكل عادل عدة دواوين شعرية تنوعت ما بين شعر العامية وشعر الفصحى، ومنها:
- غنّيوة وورقة وقلم (شعر): صدر عام 2011 عن دار ميريت للنشر والتوزيع بالقاهرة.[5]
- س 28 (شعر): صدر عام 2012 عن دار ميريت للنشر والتوزيع بالقاهرة.[6][7]
- نظر (شعر): صدر عام 2014 عن دار ميريت للنشر والتوزيع بالقاهرة.[8]
- الصحبجية (شعر): شارك فيه مايكل عادل ببعض القصائد، كما تضمّن الديوان قصائد بالعامية المصرية لعدة شعراء شباب آخرين من بينهم الشاعر مصطفى إبراهيم، والشاعر أمير صلاح الدين، والشاعر محمد السيد، والشاعر سالم الشهباني، والشاعر ضياء عبد الرحمن، والشاعر ممدوح فوزي، والشاعرة دعاء عبد الوهاب، وصدر عام 2014 عن دار دوّن للنشر والتوزيع بالقاهرة.[9]

## الجوائز والتكريمات
حظي مايكل عادل بتكريم العديد من الجهات المحلية والعربية، وحصل على عدة جوائز أدبية من أهمها:
- جائزة مهرجان النشر الجماعي
- جائزة مهرجان عيش وحلاوة
- جائزة أحمد فؤاد نجم لشعر العامية في دورتها الثالثة عام 2016.[10]